# Parafia Narodzenia Najświętszej Maryi Panny w Ortelu Książęcym
Parafia Narodzenia Najświętszej Maryi Panny w Ortelu Książęcym – parafia znajdująca się w diecezji siedleckiej w dekanacie Biała Podlaska-Południe.
Obecny drewniany kościół parafialny pw.Narodzenia NMP jest wpisany na listę zabytków. Został wybudowany w 1879 r. jako cerkiew prawosławna. W 1919 r. przejęty przez katolików, parafię rzymskokatolicką utworzono w 1921 r.
Do parafii należą wierni z następujących miejscowości: Ortel Książęcy Pierwszy, Ortel Książęcy Drugi, Ogrodniki i Perkowice.